# Stalag III C
Stalag III C Alt Drewitz (obecnie Kostrzyn-Drzewice) – niemiecki obóz jeniecki dla szeregowych i podoficerów, w Okręgu wojskowym III – Berlin, funkcjonujący od września 1939 – lata 1940 do 31 stycznia 1945 na terenie wsi Alt Drewitz (Stare Drzewice), obecnie osiedle Drzewice w Kostrzynie.

## Położenie
Obóz był na znacznie poszerzonym terenie byłej fabryki amunicji, gdzie w latach międzywojennych funkcjonował paramilitarny ośrodek szkoleniowo-treningowy /Schulungslager/. Był on systematycznie rozbudowywany, m.in. o kolejne baraki i zabudowania gospodarcze w pobliskim lesie.  

## Historia

### Powstanie i funkcjonowanie podczas II wojny
Początkowo na terenie późniejszego obozu przebywało kilka tysięcy jeńców czeskich, po zajęciu Czechosłowacji przez Niemcy. We wrześniu i październiku 1939 zostało tu ulokowanych około 7 tysięcy jeńców polskich, których przeznaczono do budowy baraków; zanim je wznieśli, obozowali w namiotach. Formalnie obóz powstał 11.06.1940, a jego powołanie związane było z napływającą falą jeńców francuskich po ataku Niemiec na Francję 10 maja 1940, której założone wcześniej stalagi III A Luckenwalde (28.08.1939) i III B Fürstenberg (06.12.1939) nie były w stanie pomieścić.
Od maja – czerwca 1941 do obozu zaczęli przybywać jeńcy jugosłowiańscy i brytyjscy. Od września 1941 zaczęto osadzać w obozie jeńców radzieckich, początkowo relokowanych ze stalagu VIII E w Neuhammer. W październiku 1943 do obozu przybyli jeńcy włoscy w liczbie 14 578 (po wycofaniu się Włoch z koalicji hitlerowskiej), zaś po inwazji aliantów w Normandii umieszczani byli tu również jeńcy amerykańscy, kanadyjscy i brytyjscy. We wrześniu 1944 w obozie uwięziono na krótko kilkuset powstańców warszawskich, w tym m.in. majora Narcyza Łopianowskiego. 17.09.1944 do stalagu trafił amerykański komandos Joseph Beyrle, który w styczniu 1945 dokonał ucieczki i następnie brał udział w jego wyzwalaniu. W dniu 30.01.1945 Niemcy rozpoczęli ewakuację obozu. Został on wyzwolony przez oddziały 5 Armii Uderzeniowej 1 Frontu Białoruskiego następnego dnia – 31.01.1945. Ostatnim komendantem obozu był pułkownik Szekely de Boda.

### Po 1945
Po roku 1945 w barakach znajdował się przez jakiś czas obóz dla jeńców niemieckich. Według źródeł rosyjskich, niemal wszyscy oni zginęli w wyniku zbombardowania przez lotnictwo niemieckie. Cmentarz Stalagu III C został uporządkowany w 1962. Pomordowani i zmarli jeńcy spoczywają w sześciu mogiłach masowych o łącznej długości 340 m. Cmentarz zdobi pomnik przedstawiający trzy popiersia jeńców wojennych oraz płyta pamiątkowa i krzyż metalowy wzniesiony w płd.-zach. skrzydle cmentarza.
Eksponaty obozowe dotyczące obozu jenieckiego Stalag III C Alt Drewitz znajdują się w Izbie Pamięci w Gimnazjum nr 2 w Kostrzynie.

## Stan narodowościowy i liczebny
Na podstawie dostępnych materiałów źródłowych przyjmuje się, że łącznie przez ten obóz przeszło około 70 tysięcy jeńców z różnych krajów: Polski, Czech, Belgii, Holandii, Anglii, Jugosławii, Grecji, Włoch, Kanady, USA i ZSRR. Liczbę ofiar szacuje się na około 12 tysięcy osób, głównie jeńców radzieckich, włoskich i francuskich.
Statystyki obozowe:
- 01.07.1941 - stan 21 295 jeńców, w tym 18 808 francuskich, 2 467 jugosłowiańskich i 20 polskich
- 01.10.1944 - stan 31 303 jeńców, w tym 16 013 francuskich, 1 001 brytyjskich, 8 belgijskich, 1 polski, 753 jugosłowiańskich, 10 958 radzieckich 1 449 włoskich, 1 120 amerykańskich
- 01.01.1945 - stan 38 035 jeńców, w tym 17 738 francuskich, 425 brytyjskich, 661 belgijskich, 2 polskich, 1 592 serbskich, 3 757 radzieckich, 2 040 włoskich

## Warunki i traktowanie więźniów
Postanowienia konwencji haskiej i konwencji genewskich odnośnie do traktowania jeńców wojennych były respektowane przez Niemców jedynie częściowo i jedynie w stosunku do jeńców państw zachodnich. Jeńcy z pozostałych krajów zostali pozbawieni praw i statusu jeńca wojennego i traktowani byli jak niewolnicy - głodzeni, szykanowani i bici. Stalag III C uważany był za obóz najgorszej kategorii i jako karny, do którego przenoszeni byli więźniowie po nieudanych ucieczkach z innych stalagów. Potwierdzone są przypadki epidemii tyfusu. Na jeńcach wojennych dokonywano także zbrodniczych eksperymentów przy użyciu Cyklonu B. W okresie 10.01.1942 – 21.02.1942 prowadzone były eksperymenty medyczne na jeńcach radzieckich w łącznej liczbie 221.
Na podstawie losów jednego z radzieckich jeńców Stalagu, Michaił Szołochow stworzył mikropowieści „Los człowieka”

## Komanda pracy
Obóz w Drzewicach posiadał komanda pracy (niem. Arbeitskommando, skrót Arb.Kdo.; fr. kommando de travail, détachements de travail, skrót DT), w których jeńcy wykorzystywani byli do różnego rodzaju robót w miejscowościach na terenie Brandenburgii (gdzie byli też zakwaterowani; nie dotyczyło to jednak jeńców radzieckich, którzy nadal przebywali w stalagu lub jego filiach i byli dowożeni do pracy), m.in.: w przemyśle zbrojeniowym, pracach na roli, przy budowie dróg i kolei. Komanda liczyły średnio 20–30 osób, choć były również oddziały kilkusetosobowe w dużych zakładach oraz kilku - lub wręcz jednoosobowe w małych gospodarstwach rolnych.
Szczególna wymiana więźniów istniała pomiędzy stalagami III C i III B, a niejednokrotnie jeńców przenoszono w ramach zapotrzebowania na konkretnego fachowca.
Już w czerwcu 1940 jeńcom polskim ogłoszono możliwość podjęcia pracy na terenie Niemiec w charakterze robotników cywilnych (musieli oni podpisać stosowną deklarację), ale nie wszyscy z tego skorzystali. Po zwolnieniu ze stalagu, kierowano Polaków do obozów pracy przymusowej, np. do zakładów chemicznych IG-Farben w Krzystkowicach. Z czasem dano tę możliwość jeńcom innych narodowości (oprócz Rosjan). Jeńcy radzieccy, francuscy i włoscy zbudowali m.in. fabrykę materiałów fotograficznych w Gorzowie (podczas wojny profil produkcji został zmieniony na folie do elektroizolacji; obecnie ZWCH STILON).
Według relacji i opisu amerykańskiego komandosa - Josepha Roberta Beyrle istniało również komando kobiece (prawdopodobnie były to kobiety żołnierze radzieccy i uczestniczki Powstania Warszawskiego).
Lista (niepełna) komand pracy Stalagu III C:
- Bukowiec (Bauchwitz) – oddział roboczy jeńców francuskich, wiosna 1941–1945; jeńcy pracowali w rolnictwie
- Cybinka (Ziebingen)
  - oddział roboczy jeńców francuskich, X.1940–I.1945; liczył około 100 jeńców pracujących w rolnictwie, zakwaterowanych przy gorzelni majątku „Bischvorwerk”
  - oddział roboczy jeńców radzieckich, IV.1942–I.1945; liczył około 200 jeńców pracujących w fabryce brykietów
- Długoszyn (Lagenfeld) – oddział roboczy jeńców francuskich (kommando), 1941–1945; liczył około 40 jeńców, którzy pracowali w rolnictwie i przy budowie dróg
- Drogomin – oddział roboczy jeńców francuskich, 1942–1945; liczył około 20 jeńców, którzy pracowali w rolnictwie
- Drzeńsko (Drenzig)
  - oddział roboczy jeńców polskich, jesień 1939; pracowali w miejscowych gospodarstwach
  - oddział roboczy jeńców francuskich, 1940–I.1945; jeńcy pracowali na roli
- Gajec (Neuendorf) – obóz dla jeńców radzieckich, zlokalizowany w lesie za torami kolejowymi, w pobliżu drogi prowadzącej do Cybinki
- Goraj (Eibendorf) – oddział roboczy jeńców włoskich, 1944–II.1945; jeńcy pracowali w rolnictwie i przy kopaniu szańców
- Gorzów
  - oddział roboczy jeńców francuskich, 1941-–1945; jeńcy pracowali w zakładach IG Farben
  - oddział roboczy jeńców radzieckich, 1942–1945; jeńcy pracowali w zakładach IG Farben
  - oddział roboczy jeńców włoskich, 1943–1945;  jeńcy pracowali w zakładach IG Farben; w 1944 liczył około 150 ludzi
  - (Arbeitskommando 936 R) oddział roboczy jeńców radzieckich, od VII.1942; liczył 65–150 ludzi, którzy byli zakwaterowani przy Kustrinerstrasse 30 (obecnie ul. Sikorskiego) i przywożeni byli z obozów Neubrandenburg III A, Furstenberg III B, Alt Drewitz III C oraz Berlin-Steglitz III D
- Górzyca (Göritz)
  - oddział roboczy jeńców francuskich, 1940–1943(?); jeńcy pracowali w rolnictwie i przy regulacji kanału
  - oddział roboczy jeńców włoskich, prawdopodobnie od jesieni 1943 – 1.01.1945; jeńcy pracowali w rolnictwie i przy regulacji kanału* Kosinek (Lücks Teerofen) – oddział roboczy jeńców francuskich, 1943–1945; liczył 15 ludzi, którzy pracowali w rolnictwie
- Gościm (Gottschimm) – oddział roboczy jeńców francuskich, 1941– prawdopodobnie 1943; liczył około 30 ludzi, którzy pracowali w gospodarstwach rolnych
- Janie (Jahn See) – oddział roboczy jeńców radzieckich, 1942–1945; jeńcy pracowali w leśnictwie
- Kalsk (Kalzig) – oddział roboczy jeńców francuskich, 1941–1945; liczył kilkudziesięciu jeńców pracujących w rolnictwie
- Kłodawa (Kladow) – oddział roboczy jeńców francuskich, 1942–1945; liczył 35 jeńców, którzy pracowali w rolnictwie
- Kostrzyn nad Odrą (Küstrin)
  - oddział roboczy jeńców francuskich, 1940; liczył około 190 jeńców pracujących przy rozbudowie zakładów włókna ciętego celulozowego i celulozy
  - oddział roboczy jeńców radzieckich, 1942; liczył 200 jeńców, którzy pracowali w zakładach włókna ciętego celulozowego i celulozy
  - oddział roboczy jeńców włoskich, 1943
- Kunowice (Kunersdorf) – oddział roboczy jeńców wojennych, 1939–1941
- Lipki Małe (Lipkeschbruch) – oddział roboczy jeńców francuskich, którzy pracowali w rolnictwie
- Lipki Wielkie (Lipke) – oddział roboczy jeńców francuskich, 1940–1945; pracowali w rolnictwie i rzemiośle wiejskim
- Lubiszyn (Ludwigsruh) – oddział roboczy jeńców francuskich, 1940–1945; liczył 28 ludzi, którzy pracowali w rolnictwie
- Ludzisławice (Ludwigsgrund) – oddział roboczy jeńców francuskich, którzy pracowali w rolnictwie i rzemiośle wiejskim
- Mosina (Massin) - oddział roboczy jeńców francuskich, 1940–1945; liczył 20 jeńców pracujących w rolnictwie
- Nowe Polichno (Pollychener Höllander) – oddział roboczy jeńców francuskich, 1940–1945; pracowali w rolnictwie; przed nadejściem wojsk radzieckich w styczniu 1945 oddział został ewakuowany
- Przytoczna (Prittisch) – oddział roboczy jeńców francuskich, 1940– I.1945; liczył 35 jeńców pracujących w rolnictwie
- Radoszyn (Rentschen) – oddział roboczy jeńców francuskich, 1942–1945; liczył około 50 jeńców, którzy pracowali w rolnictwie
- Różanki (Stolzenberg)– oddział roboczy jeńców polskich, jesień 1939; liczył 30 ludzi, którzy pracowali w rolnictwie
- Rzepin (Reppen) – oddział roboczy jeńców radzieckich, koniec 1941–1945; zlokalizowany był przy stacji kolejowej; jeńcy pracowali w przemyśle zbrojeniowym
- Santocko – oddział roboczy jeńców francuskich, VI.1940–29.01.1945 (ewakuowany); liczył 22 jeńców pracujących w rolnictwie
- Słońsk (Sonnenburg) – oddział roboczy jeńców francuskich, 1942–1945; pracowali przy budowie fabryki amunicji
- Sokola Dąbrowa (Falkenwalde) – oddział roboczy jeńców francuskich, 1940–1945; liczył 65 jeńców wykonujących prace polowe
- Toporów (Topper) – oddział roboczy jeńców radzieckich, 1941–1944; jeńcy pracowali przy budowie dróg oraz bunkrów
- Tarnów (Tarnau) – oddział roboczy jeńców francuskich, 1940–1945; liczył 36 jeńcó, którzy pracowali w gospodarstwach rolnych
- Tarnówek (77 Splinterfelde) – oddział roboczy jeńców radzieckich, 1942–1945; liczył 37 jeńców pracujących w gospodarstwach wiejskich
- Walewice (Wallwitz) – oddział roboczy jeńców jugosłowiańskich, 1942–1945; pracowali w gospodarstwach rolnych
- Zbąszynek (Neu Bentschen)
  - oddział roboczy jeńców francuskich, 1940–1945; liczył ok. 35 ludzi, którzy pracowali przy budowie dworca i na kolei
  - (934 Neu Bentschen) oddział roboczy jeńców radzieckich, 1942–1943 oraz włoskich 1943–1944, liczące po 50 osób; pracowali przy budowie dworca i na kolei